# Barbara Klinec
Barbara Klinec (* 24. August 1994) ist eine ehemalige slowenische Skispringerin.

## Werdegang
Barbara Klinec gab ihr internationales Debüt am 23. Januar 2008 bei einem Continental Cup im italienischen Toblach auf der Trampolino Sulzenhof, wo sie den 36. Platz erreichte. Nach weiteren COC-Springen sowie der Teilnahme an den Nordischen Junioren-Skiweltmeisterschaften 2009 konnte sie bei den Nordischen Skiweltmeisterschaften 2009 in Liberec den 34. Rang im erstmals ausgetragenen Einzelspringen der Damen von der Normalschanze erzielen. Außerdem gewann sie bei den Slowenischen Sommer-Meisterschaften im Skispringen 2009 die Bronzemedaille.
Im Anschluss daran absolvierte sie noch mehrere Continental-Cup-Wettbewerbe, bis sie in der Saison 2012/13 hauptsächlich im Alpencup aktiv war und dort nur Podiumsplatzierungen erreichte. In der Weltcup-Saison 2012/13 gab Klinec, die damals dem B-Kader der Nationalmannschaft angehörte, beim Springen im slowenischen Ljubno ihr Weltcupdebüt. Mit dem 20. Platz errang sie sogleich Wettkampfpunkte. Nach der Junioren-WM 2014, bei der die Slowenin mit der Mannschaft die Silbermedaille gewann, nahm sie nicht mehr an internationalen Wettbewerben teil.
Ihre Schwester Ema ist ebenfalls Skispringerin.

## Erfolge

### Weltcup-Platzierungen
| Saison  | Platz | Punkte |
| ------- | ----- | ------ |
| 2012/13 | 48.   | 11     |

### Continental-Cup-Platzierungen
| Saison  | Platz | Punkte |
| ------- | ----- | ------ |
| 2008/09 | 48.   | 46     |
| 2009/10 | 38.   | 11     |
| 2010/11 | 50.   | 41     |
| 2012/13 | 23.   | 20     |